# Gilles-François Closson
Gilles François Joseph Closson, né en 1796 à Liège, où il meurt le 30 mai 1842, est un peintre belge. Il est professeur à l'Académie des beaux-arts de Liège de 1837 à 1842.

## Biographie
Gilles Joseph Francois Closson naît en 1796 à Liège, fils de Gilles Joseph Closson et Marie Agnès Leclercq,.
Formé chez Philippe-Auguste Hennequin à Tournai (1815), puis dans l'atelier d'Antoine-Jean Gros à Paris (à partir de 1817), il obtient une bourse de la fondation Lambert Darchis et séjourne à Rome entre 1825 et 1829. En 1837, il est nommé professeur à l'Académie des beaux-arts de Liège, fondée en 1835 ; il y enseigne les principes du dessin (enseignement élémentaire, 1re année d'études) au coté de Lambert Herman (2eannée d'études) jusqu'à sa mort en 1842.
L'artiste meurt à Liège le 30 mai 1842.

## Élèves
- Édouard van Marcke (1815-1884)
- Charles Soubre (1821-1895)